# Birgitt Austermühl
Birgitt Austermühl, född 8 oktober 1965 i Kassel, är en inte längre aktiv tysk fotbollsspelare som spelade från 1991 till 1996 för det tyska landslaget (37 landskamper).
Austermühl var försvarsspelare för olika klubblag som TSV Battenberg och FSV Frankfurt. Hon blev 1995 med det tyska laget EM-mästare, ingick i VM-laget 1991 samt i OS-laget 1996 (OS i Atlanta).